# Țânțarul febrei galbene
Țânțarul febrei galbene (Aedes aegypti) este un țânțar din familia culicide răspândit în zonele subtropicale din Africa, Asia, America, nordul Australiei. În Europa a fost găsit în trecut în Creta, Cipru, Franța, Grecia, Italia, Portugalia, Sardinia, Spania, sudul Rusiei, Turcia și fosta Iugoslavie. În prezent în Europa a fost găsit numai în Madeira, Olanda și în nord-estul coastei Mării Negre (sudul Rusiei și Georgia). De curand fiind identificat si în România și Republica Moldova (2020). 
Pe lângă disconfortul pe care îl produc prin înțepăturile lor, acești țânțari pot transmite omului câteva boli virale deosebit de grave, și anume: denga, febra galbenă, febra Chikungunya și febra Zika și probabil encefalita ecvină venezueliană și febra West Nile.